# Tipula dimidiata
Tipula dimidiata är en tvåvingeart som beskrevs av William George Dietz 1921. Tipula dimidiata ingår i släktet Tipula och familjen storharkrankar. Inga underarter finns listade i Catalogue of Life.